# Campeones Cup
La Campeones Cup es una competencia anual de fútbol de América del Norte disputada entre el campeón de la Major League Soccer de la temporada anterior y el ganador del Campeón de Campeones de la Liga MX. El trofeo fue establecido por las dos ligas en 2018 y se realiza en septiembre. El partido es de carácter amistoso —según los estatutos de la FIFA— al no ser organizado por la Concacaf.

## Historia
Este partido anual fue anunciado el 13 de marzo de 2018, como parte de una asociación entre ligas que también organizaría competiciones juveniles y un futuro Juego de Estrellas de la MLS contra Estrellas de la Liga MX. Las dos ligas anteriormente habían alineado equipos en la SuperLiga Norteamericana, que se desarrolló de 2007 a 2010, y actualmente compiten en la Liga de Campeones de la Concacaf. La asociación entre las ligas fue impulsada en parte por la candidatura conjunta de América del Norte para la Copa Mundial de Fútbol de 2026 y el deseo de mejorar el nivel de juego en la Concacaf. La edición inaugural fue disputada por Toronto FC y Tigres de la UANL en el BMO Field de Toronto el 19 de septiembre de 2018, quedando como campeón el club Tigres.

## Sistema de competición
La Campeones Cup es disputada por el campeón de la Copa MLS, que se celebra anualmente en diciembre para decidir el campeón de la temporada de la Major League Soccer, y el ganador del Campeón de Campeones, que se celebra anualmente en julio entre los campeones de los torneos Apertura y Clausura de la Liga MX. El equipo que juega como local es el equipo de la Major League Soccer.
La competencia dura 90 minutos, comprendiendo dos períodos de 45 minutos con un intervalo de 15 minutos entre ellos. Si el partido está empatado al final del tiempo reglamentario, pasa directamente a tiros penales.

## Historial
| Temporada | Equipo MLS                             | Resultado                              | Equipo Liga MX                         | Campeón                                | D.T. Campeón                           | Estadio                                |
| --------- | -------------------------------------- | -------------------------------------- | -------------------------------------- | -------------------------------------- | -------------------------------------- | -------------------------------------- |
| 2018      | Toronto FC                             | 1-3                                    | Tigres UANL                            | Tigres UANL                            | Ricardo Ferretti                       | BMO Field                              |
| 2019      | Atlanta United                         | 3-2                                    | América                                | Atlanta United                         | Frank de Boer                          | Mercedes-Benz Stadium                  |
| 2020      | Cancelada por la pandemia de COVID-19. | Cancelada por la pandemia de COVID-19. | Cancelada por la pandemia de COVID-19. | Cancelada por la pandemia de COVID-19. | Cancelada por la pandemia de COVID-19. | Cancelada por la pandemia de COVID-19. |
| 2021      | Columbus Crew                          | 2-0                                    | Cruz Azul                              | Columbus Crew                          | Caleb Porter                           | Lower.com Field                        |
| 2022      | New York City FC                       | 2-0                                    | Atlas                                  | New York City FC                       | Nick Cushing                           | Yankee Stadium                         |
| 2023      | Los Angeles FC                         | 0-0 (2-4 pen.)                         | Tigres UANL                            | Tigres UANL                            | Robert Dante Siboldi                   | BMO Stadium                            |
| 2024      | Columbus Crew                          | 1-1 (4-5 pen.)                         | América                                | América                                | André Jardine                          | Lower.com Field                        |

## Palmarés

### Títulos por equipo
| Equipo           | Títulos | Subtítulos | Años campeón | Años subcampeón |
| ---------------- | ------- | ---------- | ------------ | --------------- |
| Tigres UANL      | 2       | 0          | 2018, 2023   | -               |
| Columbus Crew    | 1       | 1          | 2021         | 2024            |
| Club América     | 1       | 1          | 2024         | 2019            |
| Atlanta United   | 1       | 0          | 2019         | -               |
| New York City FC | 1       | 0          | 2022         | -               |
| Toronto FC       | 0       | 1          | -            | 2018            |
| Cruz Azul        | 0       | 1          | -            | 2021            |
| Atlas            | 0       | 1          | -            | 2022            |
| Los Angeles FC   | 0       | 1          | -            | 2023            |

### Títulos por país
| País           | Títulos | Subtítulos |
| -------------- | ------- | ---------- |
| México         | 3       | 3          |
| Estados Unidos | 3       | 2          |
| Canadá         | 0       | 1          |